# Narew (Podlachia)
Narew (in bielorusso Нараў, traslitt. Naraŭ) è un comune rurale polacco del distretto di Hajnówka, nel voivodato della Podlachia.
Ricopre una superficie di 339,48 km² e nel 2004 contava 4 299 abitanti.
Il bielorusso è riconosciuto e tutelato nel comune come lingua della minoranza.